# Hyundai 2800
Die Containerschiffe des Typs Hyundai 2800 wurden ab Mitte der 1990er Jahre bei der Hyundai-Heavy-Industries-Werft in Südkorea gebaut.

## Einzelheiten
Die Schiffe der Hyundai-2800-Baureihe wurde in den Jahren 1995 bis 1997 in Ulsan bei Hyundai Heavy Industries gebaut und an verschiedene deutsche Reedereien abgeliefert. Sechs der Schiffe gingen an die Hansa Mare Reederei in Bremen, fünf an die Reederei Karl Schlüter in Rendsburg und zwei an die zur Reederei H. Janssen in Bad Zwischenahn gehörenden Islamar Shipmanagement in Zypern.
Die Schiffe sind für den Transport gefährlicher Ladung eingerichtet und besitzen je nach Bauausführung eine Containerstellplatzkapazität zwischen 2808 und 2959 TEU. Bei einer homogenen Beladung mit 14 Tonnen schweren Containern beträgt die Kapazität 2110 TEU. Es stehen je nach Bauausführung 200 bis 400 Anschlüsse für Kühlcontainer zur Verfügung. Die für die Bremer Hansa Mare Reederei gebaute Schiffe verfügen über die höhere Containerstellplatzkapazität und unterscheiden sich äußerlich durch die Cellguides auf dem Achterdecksbereich. Alle Schiffe besitzen dreiviertel achtern angeordnete Aufbauten und verfügen über fünf mit Cellguides ausgerüstete Laderäume, deren neun Luken mit Pontonlukendeckeln verschlossen werden. Vier der Laderäume liegen vor dem Deckshaus, einer dahinter. Der Schiffsantrieb besteht aus einem Zweitakt-Dieselmotor, der direkt auf den Festpropeller wirkt. Die verwendeten Hauptmotorenbaumuster sind der HHI-MAN-B&W 8S70 MC mit 22.470 kW (Hansa Mare) und der HHI-Sulzer 8RTA 72U mit 23.920 kW (Schlüter und Janssen). Die An- und Ablegemanöver werden durch ein Bugstrahlruder unterstützt.

## Trivia
Ein Schiff des Typs, die Northern Vitality, führte 2012 zunächst Probeumschlagsarbeiten im Tiefwasserhafen JadeWeserPort durch und sollte danach in Indien verschrottet werden. Das Schiff wurde bis zum 11. Oktober 2012 von den deutschen Behörden festgehalten, weil die Verschrottung außerhalb der EU dem Basler Übereinkommen über die Kontrolle der grenzüberschreitenden Verbringung gefährlicher Abfälle und ihrer Entsorgung widersprach. Nach der Übertragung auf die Roland Shipping mit Sitz in Hamburg wurde die Genehmigung zum Auslaufen erteilt. Die neuen Eigentümer gaben an, das Schiff nicht verschrotten, sondern auf einer Werft in Bulgarien überholen zu lassen. Am 15. Dezember 2015 traf das Schiff zum Abbruch durch Priya Blue Industries in Alang ein.

## Die Schiffe (Auswahl)
| Hyundai 2800                 | Hyundai 2800                         | Hyundai 2800 | Hyundai 2800      | Hyundai 2800                                                        | Hyundai 2800 |
| Bauname                      | Bauwerft/Baunummer                   | IMO-Nummer   | Ablieferung       | Auftraggeber                                                        | Spätere Namen und Verbleib |
| ---------------------------- | ------------------------------------ | ------------ | ----------------- | ------------------------------------------------------------------- | --- |
| Mare Caspium                 | Hyundai Heavy Industries, Ulsan/930  | 9110951      | 30. November 1995 | Hansa Mare Reederei, Bremen                                         | NYK Minerva, ANL China, Mare Caspium, Maersk Portland, Mare Portland, CMA CGM Beirut, Mare Caspium, Hammonia Caspium, verschrottet                                                    |
| Mare Gallicum                | Hyundai Heavy Industries, Ulsan/931  | 9122394      | 28. Juni 1996     | Hansa Mare Reederei, Bremen                                         | TMM Acapulco, Acapulco, Mare Gallicum, OOCL Haven, Mare Gallicum, Ipex Emperor, Mare Gallicum, YM Hiroshima, Mare Gallicum, Hammonia Gallicum, Galli, 2016 in Chittagong verschrottet |
| Hyundai Majesty              | Hyundai Heavy Industries, Ulsan/971  | 9122409      | Oktober 1996      | Reederei Karl Schlüter, Rendsburg                                   | Northern Virtue, MSC Uruguay, Imke, verschrottet |
| Hyundai Fidelity             | Hyundai Heavy Industries, Ulsan/972  | 9122411      | 1996              | Reederei Karl Schlüter, Rendsburg                                   | Ming Fidelity, MSC China, Northern Valour, Mse, 2013 Abbruch in Alang |
| Hyundai Trusty               | Hyundai Heavy Industries, Ulsan/973  | 9122423      | Februar 1997      | Reederei Karl Schlüter, Rendsburg                                   | Ming Trusty, Northern Vitality, MSC Rio Plata, Northern Vitality, Laguna, Northern Vitality, Vita, 2015 Abbruch in Alang                                                              |
| Hyundai Dynasty              | Hyundai Heavy Industries, Ulsan/-    | 9135638      | Mai 1997          | Islamar Shipmanagement, Zypern Reederei H. Janssen, Bad Zwischenahn | 1998 Ming Dynasty, 2002 Eos 1, 2006 Zim Mumbai, Eos 1, 2008 Thorswave, Wave, MSC Jeanne                                                                                               |
| Mare Africum                 | Hyundai Heavy Industries, Ulsan/1011 | 9141314      | 15. April 1997    | Hansa Mare Reederei, Bremen                                         | Kota Ekspres, Hammonia Africum, Kota Ehas, Oel Bharat, SSL Bharat |
| Mare Ionium                  | Hyundai Heavy Industries, Ulsan/1012 | 9143518      | 31. August 1997   | Hansa Mare Reederei, Bremen                                         | OOCL Harmony, Maersk Peterhead, Mare Ionium, Tiger Star, Mare Ionium, Hammonia Ionium, 2016 in Bangladesh verschrottet.                                                               |
| Ipex Empress                 | Hyundai Heavy Industries, Ulsan/-    | 9148025      | August 1997       | Islamar Shipmanagement, Zypern Reederei H. Janssen, Bad Zwischenahn | ANL Empress, Amasis, Thorscape, Cape, MSC Anahita, Med Aydin |
| Northern Vision              | Hyundai Heavy Industries, Ulsan/1046 | 9155107      | September 1997    | Reederei Karl Schlüter, Rendsburg                                   | CMBT Erebus, Safmarine Erebus, Lykes Innovator, MSC Bremen, MSC Maria Pia |
| Northern Victory             | Hyundai Heavy Industries, Ulsan/1045 | 9155092      | 1997              | Reederei Karl Schlüter, Rendsburg                                   | CMBT Everest, Safmarine Everest, MSC Salvador, Northern Victory, Zhong Wai Yun Xin Gang                                                                                               |
| Mare Thracium                | Hyundai Heavy Industries, Ulsan/1013 | 9151527      | 10. Oktober 1997  | Hansa Mare Reederei, Bremen                                         | MSC Oregon, Mare Thracium, Maersk Petersburg, Mare Thracium, Hammonia Thracium, 2016 in Alang verschrottet.                                                                           |
| Mare Internum                | Hyundai Heavy Industries, Ulsan/1077 | 9175975      | 16. Dezember 1997 | Hansa Mare Reederei, Bremen                                         | Maersk Pittsburg, Mare Internum, Hammonia Internum, 2017 in Chittagong abgewrackt |
| Daten: Equasis, grosstonnage |                                      |              |                   |                                                                     | |